# Ministère de l'Agriculture de la fédération de Russie
Le ministère de l'Agriculture de la fédération de Russie (Министерство сельского хозяйства Российской Федерации, formule plus courte Минсельхоз России), abrégé en Misselkhoz Rossiï, est un ministère fédéral de la fédération de Russie dont la vocation est de mener la politique agro-industrielle du pays. Il comprenait 549 fonctionnaires au siège de Moscou et gérait en 2012 un budget de 172,6 milliards de roubles. 
Le ministre de l'Agriculture est depuis le 18 mai 2018 Dmitri Patrouchev.

## Histoire
Sous l'Empire russe, c'est en 1837 qu'un ministère se charge des questions agricoles concernant les paysans et les terres de la couronne, avec le ministère des domaines de la couronne. En 1894, un ministère de l'agriculture et des domaines est formé. Il devient le commissariat au peuple de l'agriculture après la révolution d'Octobre et garde ce nom jusqu'en 1931, lorsqu'il devient commissariat au peuple de l'agriculture de l'URSS (jusqu'en 1946). Différents ministères se succèdent par la suite.
En URSS, pour chaque direction du secteur agro-industriel, un ministère distinct était créé afin de gérer les entreprises d'État (sovkhozes, kolkhozes, etc.) À leur tour, ces ministères étaient subordonnés au Conseil des ministres de l'URSS.
- Ministère de l'élevage de l'URSS
- Ministère de l'amélioration des terres et de la gestion de l'eau de l'URSS (fondé en 1965)
- Ministère de la production de viande et de la production laitière de l'URSS
- Ministère de l'industrie alimentaire de l'URSS
- Ministère de la production de fruits et légumes de l'URSS
- Ministère de la pêche de l'URSS
- Ministère de la construction agricole de l'URSS
- Ministère de la production céréalière de l'URSS
- Ministère de l'agriculture de l'URSS

Le 22 novembre 1985, tous ces ministères sont regroupés en une seule entité, le comité agro-industriel d'État (Госагропром СССР, Gossagroprom d'URSS). Le 10 avril 1989 voit la fondation à la fin du régime de la commission d'État du conseil des ministres de l'URSS chargée de la production alimentaire et des marchés publics agricoles, mais le 14 juillet 1990 un ministère de l'agriculture et de la production alimentaire de la république socialiste fédérative soviétique de Russie s'en détache. Du 1er avril au 1er décembre 1991, il existe un ministère de l'agriculture et de la production alimentaire de l'URSS, puis le régime socialiste s'effondre et le pays se disloque. Le ministère de l'agriculture et de la production alimentaire de la nouvelle fédération de Russie reprend les prérogatives du ministère de l'agriculture de la RSFSR (fondé le 15 novembre 1991). Il prend son nom actuel le 17 mai 2000.
Entre le 22 avril 2015 et le 18 mai 2018, le ministre est Alexandre Tkatchiov.

## Compétences
- Développement de la politique nationale et de la réglementation juridique concernant le complexe agro-industriel, comprenant l'élevage (dont les espèces domestiques et les espèces de poisson inscrites au registre national de l'élevage sélectif des animaux protégés), le domaine vétérinaire, l'agriculture de surface, la quarantaine des plantes, l'amélioration des terres, la fertilité des sols, la réglementation du marché agricole, des matières premières, de la production alimentaire et de l'agro-industrie de transformation.
- Développement de la politique nationale dans le domaine de la viticulture, de la confiserie, de l'alimentation en conserve, des pâtes, des  huiles et des graisses, du lait, des produits laitiers et semi-laitiers, des farines, de la viande, du brassage, des fruits et légumes, de la volaille, de la pêche, du sucre, du sel, des alcools, du tabac, des boissons non alcoolisées et de l'industrie céréalière.
- Développement et réalisation de la politique nationale et réglementation juridique en matière de politique foncière (en particulier pour les terres agricoles), de surveillance des terres.
- Maintien du service public dans la sphère agro-industrielle, y compris le développement durable dans les territoires agricoles.
- Gestion des biens d'État.

## Appareil central
Le ministère est divisé en plusieurs départements :
- Département de la réglementation du marché agricole, de la pêche, de l'industrie alimentaire et de transformation
- Département  de la gestion d'entreprise et du travail organisationnel
- Département du développement agricole et de la politique sociale
- Département des services d'État et de la gestion du personnel
- Département de la politique scientifique et technologique et de l'éducation
- Département juridique
- Département de la politique foncière, des domaines et propriétés d'État
- Département de la politique budgétaire et des marchés publics
- Département d'économie et de soutien étatique du complexe agro-industriel
- Département de la production végétale, de la chimie et de la protection des végétaux
- Département de l'amélioration des terres
- Département de l'élevage et de la sélection
- Département vétérinaire
- Département de la collaboration internationale

## Source de la traduction
- (ru) Cet article est partiellement ou en totalité issu de l’article de Wikipédia en russe intitulé « Министерство сельского хозяйства Российской Федерации » (voir la liste des auteurs).